# Gold Diggin
Gold Diggin es una película romántica nigeriana de 2014 escrita, producida y dirigida por Rukky Sanda. Está protagonizada por Yvonne Nelson, Rukky Sanda, Alex Ekubo, Venita Akpofure e IK Ogbonna. Fue criticada por no tener un propósito o dirección real. Para septiembre de 2014, mantenía la calificación más baja de Nollywood Reinvented.

## Elenco
- Yvonne Nelson
- Rukky Sanda
- Alex Ekubo
- Venita Akpofure
- IK Ogbonna
- Tana Adelana

## Lanzamiento
Se estrenó el 3 de enero de 2014 en The Palms, Lekki. Fue estrenada a través de IROKOtv el 13 de febrero del mismo año.

## Recepción
Fue ampliamente criticada. Nollywood Reinvented le dio una calificación del 4%, la más baja en el sitio web, señalando que era muy predecible, carecía de cualquier propósito y no valía la pena. Sin embargo, se indicó que la actuación de Alex Ekubo era lo único positivo de la película.
YNaija tituló su reseña "Gold Diggin de Rukky Sanda hace todos los movimientos equivocados" y explicó que la primera mitad de la película era solo un "video musical extendido" sin dirección y era una desconexión total del resto. Concluyó que Rukky Sanda se mostró prometedora con Keeping My Man, pero Gold Diggin estaba diez pasos atrás.
La extensa reseña de TalkofNaija fue titulada "¡La nueva película de Rukky Sanda, Gold Digging hace historia!" ¡Calificada como la peor película de Nollywood!".
Kemi Filani en su revisión concluyó que era una "completa pérdida de tiempo".
El crítico de 360Nobs aconsejó que "debería mostrarse en las escuelas como un ejemplo de lo que NO se debe hacer".